# تری آنگوس
تری آنگوس (انگلیسی: Terry Angus؛ زادهٔ ۱۴ ژانویهٔ ۱۹۶۶) بازیکن فوتبال اهل بریتانیا است.
از باشگاه‌هایی که در آن بازی کرده‌است می‌توان به باشگاه فوتبال سلو تاون، باشگاه فوتبال نانیتون تاون، باشگاه فوتبال نورث‌همپتون تاون، و باشگاه فوتبال فولام اشاره کرد.